# Georges Gobat
Georges Gobat (* 1. Juli 1600 in Charmoille; † 23. März 1679 in Konstanz) war ein Jesuit und Moraltheologe.
Georges Gobat, aus dem damaligen Fürstbistum Basel stammend, trat 1618 der Ordensgemeinschaft der Jesuiten bei und empfing 1629 die Priesterweihe. Er war Professor für Philosophie (1631–1640) und Moraltheologie (1641–1666) in Freiburg im Üechtland. Er unterrichtete zudem an Kollegien und Seminaren in Luzern, Hall in Tirol, Regensburg und München die Fächer Philosophie, spekulative Theologie, Exegese und vor allem Moraltheologie. Er war Rektor der Anstalten in Hall in Tirol (1647–1651) und Freiburg (1654–1656). Ab 1656 lehrte er Moraltheologie in Konstanz und wurde zudem Pönitentiar. Gobat wurde im Konstanzer Münster bestattet.
Georges Gobat veröffentlichte zahlreiche Schriften. Am bekanntesten wurde die postume Sammlung Opera moralia omnia (1701).